# Kölliken

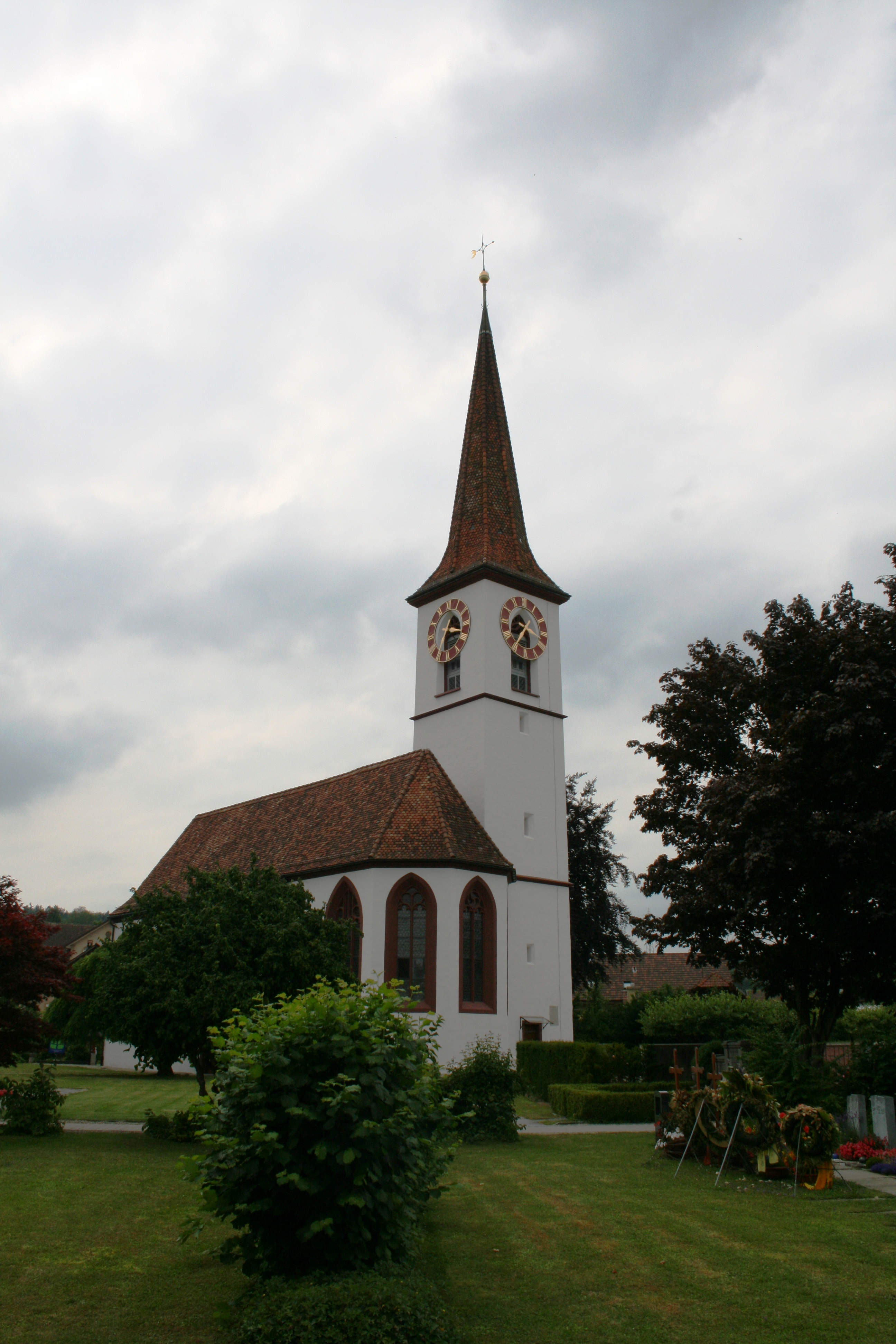
Kerk

Kölliken is een gemeente en plaats in het Zwitserse kanton Aargau en maakt deel uit van het district Zofingen.
Kölliken telt 4.242 inwoners.